# Elezioni presidenziali in Messico del 1982
Le elezioni presidenziali in Messico del 1982 si sono tenute il 4 luglio, contestualmente alle elezioni parlamentari.

## Risultati
| Miguel de la Madrid      | PRI-PPS-PARM                             | 16 748 006 | 74,31 |  |  |  |  |  |
| Pablo Emilio Madero      | Partito Azione Nazionale                 | 3 700 045  | 16,42 |  |  |  |  |  |
| Arnoldo Martínez Verdugo | Partito Socialista Unificato del Messico | 821 995    | 3,65  |  |  |  |  |  |
| Ignacio González Gollaz  | Partito Democratico Messicano            | 433 886    | 1,93  |  |  |  |  |  |
| Rosario Ybarra           | Partito Rivoluzionario dei Lavoratori    | 416 448    | 1,85  |  |  |  |  |  |
| Cándido Díaz Cerecedo    | Partito Socialista dei Lavoratori        | 342 005    | 1,52  |  |  |  |  |  |
| Manuel Moreno Sánchez    | Partito Socialdemocratico                | 48 413     | 0,21  |  |  |  |  |  |
| Candidati non registrati | -                                        | 28 474     | 0,13  |  |  |  |  |  |
| Totale                   | Totale                                   | 22 539 272 | 100   |  |  |  |  |  |
|                          |                                          |            |       |  |  |  |  |  |
| Voti non validi          | Voti non validi                          | 1 053 616  | 4,47  |  |  |  |  |  |
| Votanti                  | Votanti                                  | 23 592 888 | 74,84 |  |  |  |  |  |
| Elettori                 | Elettori                                 | 31 526 386 |       |  |  |  |  |  |